# Élisabeth de Waldeck-Pyrmont
La princesse Louise Élisabeth Hermine Erica Pauline de Waldeck-Pyrmont (allemand : Prinzessin Luise Elisabeth Hermine Erica Pauline zu Waldeck und Pyrmont; 6 septembre 1873 - 23 novembre 1961) est la plus jeune fille de Georges-Victor de Waldeck-Pyrmont et l'épouse d' Alexandre d'Erbach-Schönberg (en).

## Famille
Élisabeth est née à Arolsen, dans la principauté de Waldeck-Pyrmont, le septième enfant et plus jeune fille de Georges-Victor de Waldeck-Pyrmont (1831-1893), et de son épouse, Hélène de Nassau (1831-1888), fille de Guillaume, duc de Nassau. Elle était étroitement liée à la famille royale néerlandaise et de loin à la famille royale britannique par sa mère, descendante de Georges II de Grande-Bretagne, et par sa sœur Hélène, duchesse d'Albany.

## Le mariage et la famille
Élisabeth a épousé le 3 mai 1900 à Arolsen, Alexandre d'Erbach-Schönberg (1872-1944), fils aîné de Gustave, prince d'Erbach-Schönberg et de Marie de Battenberg.
Ils ont eu quatre enfants:
- Emma d'Erbach-Schönberg (11 mai 1901 – 14 mars 1947)
- Georges-Louis d'Erbach-Schönberg (en) (1er janvier 1903 – 27 janvier 1971)
- Guillaume d'Erbach-Schönberg (4 juin 1904 – 27 septembre 1946)
- Hélène d'Erbach-Schönberg (8 avril 1907 – 16 avril 1979)

Comme grand-tante de la mariée, elle est invitée en 1937 au mariage de Juliana des Pays-Bas avec Bernhard de Lippe-Biesterfeld. 
À sa mort, elle est le dernier survivant des enfants du prince George-Victor et de la princesse Hélène.